# Eurytela
Genre
Eurytela est un genre de lépidoptères (papillons) de la famille des Nymphalidae et de la sous-famille des Biblidinae présents en Afrique.

## Dénomination
Le genre a été décrit par Jean-Baptiste Alphonse Dechauffour de Boisduval en 1833.

## Liste des espèces
- Eurytela alinda Mabille.1893
- Eurytela dryope (Cramer, 1775)
- Eurytela hiarbas (Drury, 1770)
- Eurytela narinda Ward, 1872 - Madagascar[1].